# Нагапаттинам
Нагапаттинам (англ. Nagapattinam) или Нагапатнам (англ. Nagapatnam) — город в индийском штате Тамилнад. Административный центр округа Нагапаттинам. Расположен в 350 км к югу от Ченная и в 145 км к востоку от Тируччираппалли. По данным всеиндийской переписи 2001 года, в городе проживало 92 525 человек, из которых мужчины составляли 50 %, женщины — соответственно 50 %. Уровень грамотности взрослого населения составлял 74 % (при общеиндийском показателе 59,5 %). Уровень грамотности среди мужчин составлял 80 %, среди женщин — 69 %. 12 % населения было моложе 6 лет.
Птолемей описывал Нагапаттинам (Никам) как крупный торговый центр. В эпоху расцвета государства Чола, город был важной военной базой, откуда царь Раджараджа отправлял армию на захват Юго-Восточной Азии. Позднее стал центром торговли с Китаем, Шривиджаей, и арабским миром. В XI веке здесь построили буддийский храм.
В начале 16 века португальцы установили торговые контакты с городом и в 1554 году основали торговую факторию. Португальцы также вели активную миссионерскую деятельность. В 1658 году голландцы заключили соглашение с королем Виджая Наяккаром в соответствии с которым десять деревень были переданы от португальцев голландцам — порт Нагапаттинам, Путур, Муттам, Поруваланчери, Антанаппеттаи, Карепепанкаду, Ажинги Мангалам, Сангамангалам, Тирутинамангалам, Манджаколлай, Нариянкуди. Десять христианских церквей и больница были построены голландцами. В соответствии с соглашением между первым маратхским царем Эгодзи из Танджавура и голландцами, Наагапаттинам и окружающие деревни были переданы голландцам 30 декабря 1676 года. В 1690 году столица голландского Коромандела изменилась с Пуликата на Нагапаттинам.
Этот город попал в руки англичан в 1781 году после двух морских сражений между британским и французским флотами у побережья Негапатама: первое в 1758 году в рамках Семилетней войны и второе в 1782 году в рамках четвертой англо-голландской войны . Город был взят англичанами у голландцев в 1781 году. Когда голландцы и англичане достигли мирного соглашения в 1784 году, Нагапаттинам был официально передан англичанам. 277 деревень со штаб-квартирой в Нагоре были переданы Ост-Индской компании.
С 1799 по 1845 год Нагаптинам был штаб-квартирой в округе Танджоре. Нагапаттинам и Нагор были объединены в один муниципалитет в 1866 году. Город оставался одним из главных портов для штата Мадрас. Порт претерпел упадок после открытия портов Транкбар и Тутикорин. После обретения Индией независимости Сиркажи оставался частью района Танджавур до 1991 года, а позднее стал частью недавно созданного района Нагапаттинам. Нагапаттинам сильно пострадал от цунами, последовавшего за землетрясением в Индийском океане в 2004 году.